# カール・コリ
カール・フェルディナンド・コリ（Carl Ferdinand Cori、1896年12月5日 - 1984年10月20日）は、プラハ（当時のオーストリア・ハンガリー帝国、現在のチェコ）出身のアメリカ合衆国の生化学者。エネルギーの貯蔵や消費におけるグリコーゲンの分解・再生成の機構を解明したことにより、ゲルティー・コリ、バーナード・ウッセイとともに1947年度のノーベル生理学・医学賞を受賞した。炭水化物の代謝を解明した彼らの研究は2004年に、アメリカ化学会が制定する科学における歴史的ランドマークに選ばれた。

## 来歴
カールは内科医のカール・イジドール・コリとマルタ・リッピヒの息子として、父親が海洋生物学研究所で働いていたトリエステで育った。1914年、一家はプラハに移住し、カールはプラハ・カレル大学の医学部に入学し、ゲルティー・コリと出会った。彼はオーストリア・ハンガリー帝国軍に徴兵され、最初にスキー部隊、後に衛生部隊に属した。戦後、彼は研究に戻り、ゲルティーとともに1920年に卒業した。カールとゲルティーはその年に結婚し、ウィーンの病院で一緒に働いた。
カールはグラーツに招かれ、オットー・レーヴィとともに心臓の迷走神経の研究を行い、レーヴィはこの研究によって1936年度のノーベル生理学・医学賞を受賞した。カールがグラーツにいる間もゲルティーはウィーンに留まり、1年後にカールがニューヨークのロズウェルパーク・癌センターで職を得た時に、共にバッファローに移住した。
バッファローでは彼は1929年にコリ回路と呼ばれる炭水化物代謝系の研究を行い、1947年にノーベル生理学・医学賞を受賞した。また1928年に夫妻はアメリカに帰化し、1931年にカールはミズーリ州セントルイス・ワシントン大学に職を得た。カールは1942年に生理学、生化学の教授となった。
1957年にゲルティーが死去すると、カールは1960年にアン・フィッツ・ジェラルド・ジョーンズと再婚した。カールは1966年までワシントン大学に在籍し、退職後はマサチューセッツ州ケンブリッジにあるハーバード大学に研究室を構え、遺伝子学の研究を行った。

## 受賞歴
- 1946年 第1回アルバート・ラスカー基礎医学研究賞
- 1947年 ノーベル生理学・医学賞
- 1948年 ウィラード・ギブズ賞
- 1955年 バンティング・メダル